# Maszt radiowy w Strzybniku
Maszt radiowy w Strzybniku – maszt radiowy w Strzybniku koło Raciborza. Umieszczony jest na miejscowej wieży ciśnień, w przysiółku Strzybniczek. Podpora masztu znajduje się na wysokości 269 m n.p.m., a sam nadajnik umieszczony jest 45 m n.p.t. Służy jedynie do transmisji kanałów radiowych.

## Transmitowane programy

### Programy radiowe
| LP | Program       | Częstotliwość | Modulacja | Moc nadajnika | Polaryzacja | RDS |
| -- | ------------- | ------------- | --------- | ------------- | ----------- | --- |
| 1  | Radio Maryja  | 94,3 MHz      | FM        | 1 kW          | pionowa     | Tak |
| 2  | Radio Vanessa | 100,3 MHz     | FM        | 3 kW          | pionowa     | Tak |